# Zygmunt Ajdukiewicz
Pour les articles homonymes, voir Ajdukiewicz.
Zygmunt Ajdukiewicz est un peintre polonais, le cousin germain de Tadeusz Ajdukiewicz. 

## Biographie
Zygmunt Ajdukiewicz est né en 1861 à Witkowice, près de Tarnobrzeg. 
De 1880 à 1882, il étudie la peinture à l’académie de Vienne, ensuite à Munich. En 1885, il s’installe à Vienne où il devient peintre à la cour impériale. Il se spécialise dans les tableaux de genre et dans les tableaux historiques. Il a illustré le Déluge, un roman historique d’Henryk Sienkiewicz. 
Il meurtt à Vienne en 1917.